# Zblutowo
Zblutowo (Zblutów) – wieś w Polsce położona w województwie podlaskim, w powiecie monieckim, w gminie Mońki.
W latach 1975–1998 miejscowość administracyjnie należała do województwa białostockiego.
Wierni kościoła rzymskokatolickiego należą do parafii Matki Boskiej Częstochowskiej i św. Kazimierza w Mońkach.

## Historia
Według spisu ludności z 30 września 1921 Zblutów zamieszkiwało ogółem 84 osób z czego mężczyzn - 38, kobiet - 46. Budynków mieszkalnych było 15.